# Coccoloba humboldtii
Coccoloba humboldtii är en slideväxtart som beskrevs av Meissn. Coccoloba humboldtii ingår i släktet Coccoloba och familjen slideväxter. Inga underarter finns listade i Catalogue of Life.